# Mutiu Adepoju
Mutiu Adepoju (Ibadan, 1970. december 22. –) nigériai válogatott labdarúgó.

## Pályafutása

### A válogatottban
1990 és 2002 között 48 alkalommal szerepelt a nigériai válogatottban és 6 gólt szerzett. Részt vett az 1992-es, az 1994-es és a 2000-es afrikai nemzetek kupáján, az 1994-es, az 1998-as és a 2002-es világbajnokságon, illetve az 1995-ös konföderációs kupán.

## Sikerei, díjai
Nigéria
- Afrikai nemzetek kupája győztes (1): 1994